# Guennadi Novitsky
Guennadi Vassilievitch Novitsky (em russo:  Геннадий Васильевич Новицкий, em bielorrusso:  Генадзь Навіцкі, AFI: [ʝeˈnadzʲ naˈvʲitsci]; Mahilou, 2 de Janeiro de 1949) é um político da Bielorrússia. Foi primeiro-ministro da Bielorrússia de 2001 até 2004.

## Carreira
Licenciou-se em Engenharia Civil pelo Instituto Politécnico da Bielorrússia. A 1 de Outubro de 2001, foi nomeado Primeiro Ministro em exercício da Bielorrússia por decreto do Presidente Aleksandr Lukashenko e 9 dias depois, por novo decreto do Presidente e após autorização do Parlamento Bielorrusso foi nomeado definitivamente Primeiro Ministro.
O seu governo durou menos do que três anos já que a 11 de julho de 2004 foi demitido por novo decreto do Presidente.